# Van-Dam-Vanga
Der Van-Dam-Vanga, jetzt Ambarovanga, (Xenopirostris damii) ist ein Sperlingsvogel in der Familie der Vangawürger (Vangidae).
Er ist nach dem niederländischen Naturforscher D. C. van Dam Douwe benannt.

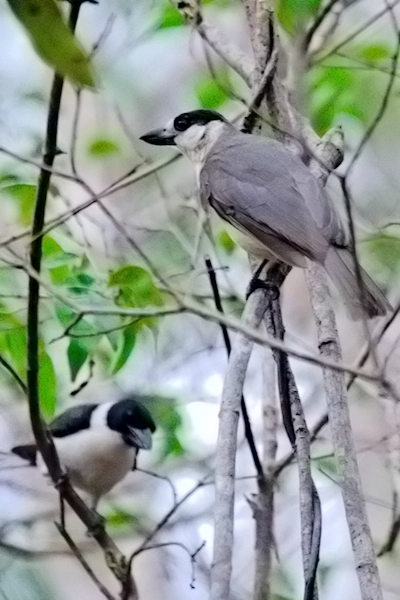
Van-Dam-Vanga, Ankarafantsika, Madagaskar

## Merkmale
Der Van-Dam-Vanga ist ein kompakter, 23 cm großer Vangawürger mit kräftigem, seitlich abgeflachtem schwarzen Schnabel, Kopf und Kehle sind schwarz mit breitem am Nacken nicht geschlossenem Halsband in Weiß. Rücken und Beinen sind dunkel schiefergrau. Die Unterseite ist weiß bis gelblichbraun.
Das Weibchen hat Weiß an der Stirn und den Ohrdecken.

## Verhalten
Van-Dam-Vangas treten allein, in Familiengruppen oder in gemischten Schwärmen „Mixed Flocks“ mit anderen Vangas auf, suchen in Baumlöchern, an morschen Ästen und Zweigen nach Nahrung, die aus Insekten, Larven, Würmern und kleinen Säugetieren besteht.
Van-Dam-Vangas brüten monogam zwischen Oktober und Januar, das Nest wird von beiden gebaut.
Die Art ist monotypisch.

## Verbreitung und Lebensraum
Der Van-Dam-Vanga ist in Madagaskar endemisch.
Er ist im tropischen und subtropischen Trockenwald oder in der Nähe an umschriebenen Stellen im Westen und Norden Madagaskars anzutreffen.

## Gefährdungssituation
Der Bestand gilt als gefährdet (Endangered).